# Румпф, Вилли
Вилли Румпф (нем. Willy Rumpf; 4 апреля 1903, Берлин — 8 февраля 1982, Берлин) — министр финансов ГДР.

## Биография
Вилли Румпф родился в семье служащего. По окончании народной школы в 1917—1920 годах учился на страхового агента и до 1932 года работал бухгалтером, кассиром и корреспондентом в области внешней торговли. В 1920 году Румпф вступил в Коммунистический союз молодёжи Германии, в 1925 году — в Коммунистическую партию Германии. С 1933 года находился на нелегальной антифашистской работе. В 1933—1938 годах содержался в заключении в тюрьме и концентрационном лагере Заксенхаузен. Впоследствии вновь работал служащим и входил в антифашистскую группу Роберта Урига. В 1944 и 1945 годах вновь попадал под арест.
В 1945—1947 годах Румпф работал на должности заместителя руководителя финансового отдела городской администрации Большого Берлина, в 1947 и 1948 годах работал в учреждении доверительного управления Берлина, в 1948 и 1949 годах руководил главным управлением финансов Германской экономической комиссии и в 1949—1955 годах занимал должность штатс-секретаря министерства финансов.
В 1946 году Румпф вступил в Социалистическую единую партию Германии. В 1949—1967 годах избирался депутатом Народной палаты ГДР. С 1950 года Румпф являлся кандидатом, а с 1963 года членом ЦК СЕПГ. В 1955—1966 годах Вилли Румпф занимал пост министра финансов ГДР и входил в состав Совета Министров ГДР, в 1963 году — президиума Совета Министров ГДР.
Вилли Румпф до своей смерти состоял в браке с Эллой Румпф (1907—2002), сестрой Отто Винцера, министра иностранных дел ГДР. Элла Румпф работала в аппарате «М», службе разведки КПГ. Первым мужем Эллы Румпф был коммунист Рудольф Шварц, расстрелянный гестапо 1 февраля 1934 года вместе с Йоном Шером «при попытке бегства». Сын Гидо Румпф служил в Национальной народной армии и в течение нескольких лет командовал воинской частью фольксмарине в звании капитана 1-го ранга.

## Публикации
- Die neue Finanzpolitik, Dietz Verlag Berlin 1950